# Shimshal-Weisshorn
Das Shimshal-Weisshorn (englisch Shimshal Whitehorn oder Shimshal White Horn; andere Bezeichnungen: Ishpardin, Adver Sar und Odver Sar) ist ein Berg im Karakorum im pakistanischen Sonderterritorium Gilgit-Baltistan.

## Lage
Das Shimshal-Weisshorn hat die Gestalt einer Schneepyramide. Der Berg erhebt sich an der Ostseite des Malanguttigletschers in der Gebirgsgruppe Hispar Muztagh. Er befindet sich 9 km nordöstlich des Distaghil Sar.
Das Shimshal-Weisshorn besitzt eine Höhe von 6303 m (nach anderen Quellen 6400 m oder 6550 m).

## Besteigungsgeschichte
Am 16. August 1986 gelang einer britischen Expedition (Paul Allison, Chris Clark, John Burslem, Paul Metcalfe und Dave Robbins) die Erstbesteigung über den Nordwestgrat.
Eine internationale Expedition bestieg am 19. Juli 1999 den Berg, erreichte aber nicht den höchsten Gipfel.
Der Gipfel wurde am 22. Juli 2006 durch eine deutsche Expedition (Alexandra und Mattias Robl sowie Markus Tannheimer) erstmals bestiegen.
Es gab schon zahlreiche Besteigungsversuche mit tödlichem Ausgang.